# Stazione di Cerbère
La stazione di Cerbère (in francese gare de Cerbère e in catalano Estació de Cervera) è la principale stazione ferroviaria internazionale di Cerbère, Francia posta sulle linee Narbona-Portbou e Barcellona-Portbou.

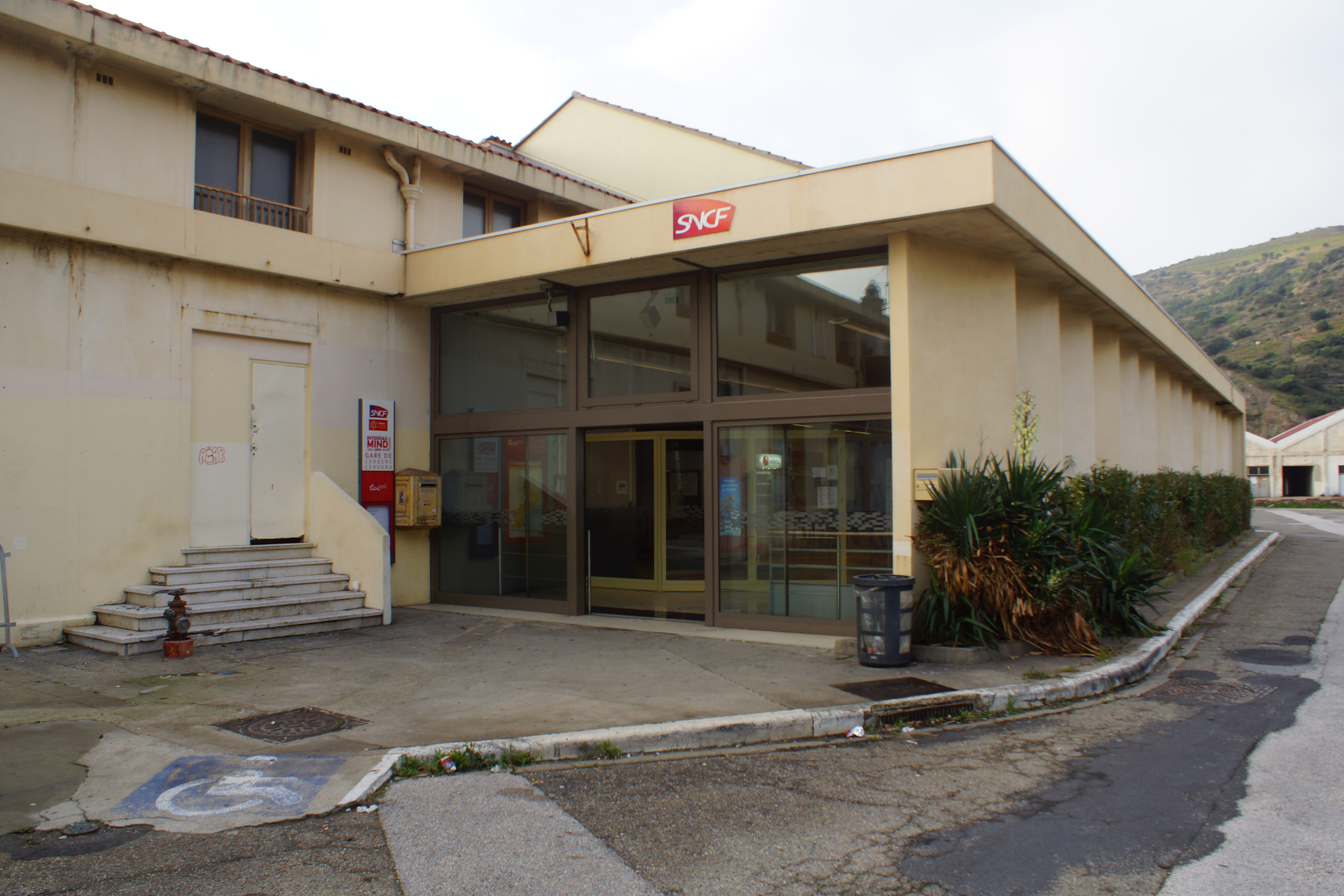
L'entrata della stazione.

In questa stazione avviene il cambio scartamento da quello standard (1.435 mm) a quello largo (1.668 mm), ma solo per i merci. Per le carrozze passeggeri il cambio scartamento (compreso il cambio di tensione) avviene alla stazione di Portbou.